# 雷伊村 (雷阿尔城省)
雷伊村（西班牙語：Aldea del Rey）是西班牙卡斯蒂利亚-拉曼恰雷阿尔城省的一个市镇。 总面积154平方公里，总人口2109人（2001年），人口密度14人/平方公里。